# Weu
Weu is een bestuurslaag in het regentschap Aceh Besar van de provincie Atjeh, Indonesië. Weu telt 219 inwoners (volkstelling 2010).